# L'Ultime Chimère
L'Ultime Chimère est une série de bande dessinée de science-fiction, mais aussi d'ésotérisme et d'aventure française créée par le scénariste Laurent-Frédéric Bollée et les dessinateurs Griffo, Héloret, Brice Goepfert, Philippe Aymond, Olivier Mangin et Fabrice Meddour pour les différentes périodes. Prévue en sept tomes devant paraître en trois ans et demi seulement, le récit s'articule autour d'un homme mystérieux qui raconte les quarante siècles passés à être le gardien de la Flèche de Nemrod. La série est publiée par Glénat dans la collection Grafica.
L'ensemble de l'écriture du projet a duré presque quatre ans, précisément entre fin 2005 et début 2009. Les sorties, elles, s'étalent entre 2008 et 2011.

## Naissance de la série

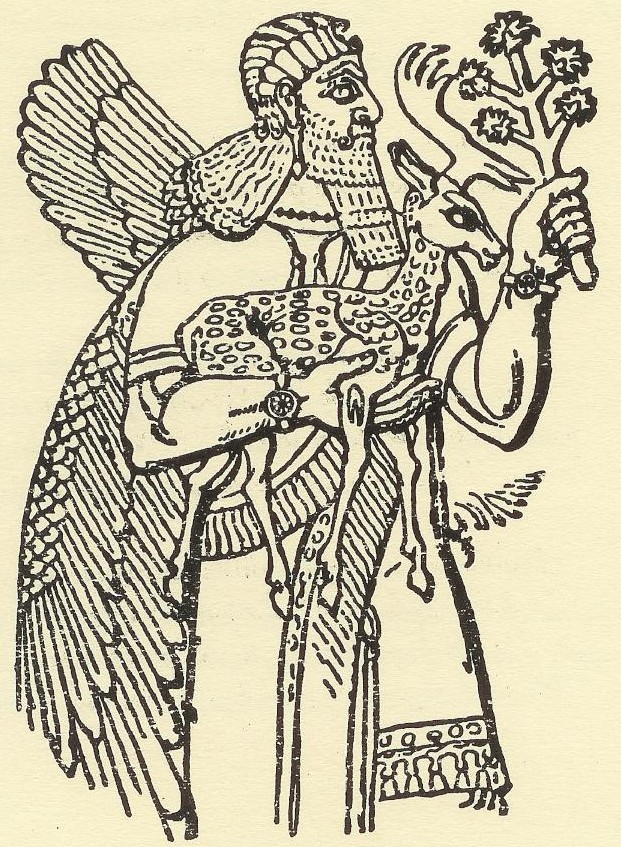
Nemrod, ici tenant un cerf, inspira Laurent-Frédéric Bollée à partir du poème La Fin de Satan de Victor Hugo pour la série.

Tout commence par une œuvre de Victor Hugo, dont le scénariste Laurent-Frédéric Bollée est admirateur. Vingt ans plus tôt, il avait lu le long poème épique et religieux La Fin de Satan et s'était intéressé au sujet de Nemrod, le chasseur le plus puissant de son temps qui provoqua Dieu, notamment par son glaive :

« Nemrod, comme le chêne est plus haut que les ormes,

Était le plus grand front parmi ces fronts énormes (…)
(…) Et c'est ainsi que songe au fond des nuits le sage

Dont un reflet d'abîme éclaire le visage. »

— Victor Hugo, La Fin de Satan (1886)
Avec ce personnage qui, défiant Dieu, le blessa grâce à une de ses flèches, Laurent-Frédéric Bollée voulait réunir d'autres ingrédients qui lui tenaient à cœur, notamment sur le destin d'un écrivain anglais des années 1960 qui aurait écrit un livre maudit... Le tout pour aboutir à une grande saga avec en personnage principal : le mystérieux Patient 1167, alias Morgan Shepherd, enfermé dans un asile suédois depuis 162 ans... et premier dépositaire de la fameuse flèche de Nemrod dont la pointe était maculée de sang... Le sang de Dieu ?

« J'ai eu envie de développer un concept de bande dessinée inspiré, je l'avoue, par le succès du Troisième Testament, du Triangle secret et autres Da Vinci Code... Je n'ai pas voulu les copier, mais juste « jouer » à mon tour sur quelques mystères sacrés issus des temps bibliques en essayant de créer une vaste histoire de destins individuels marqués par une certaine malédiction. À partir du moment où j'avais mon « objet extraordinaire », je me suis concentré sur les personnages et leurs parcours, leurs failles et leurs destins, de loin ce qui était le plus important pour moi. »

— Laurent-Frédéric Bollée.
Il a finalisé le synopsis en janvier 2006 et l'a envoyé chez Dupuis. Il a été en contact avec un éditeur là-bas, mais il sentait que cela traînait... Il a alors envoyé le même synopsis par la poste chez Glénat, un éditeur qui avait l'habitude des séries à plusieurs dessinateurs. Trois jours plus tard, il reçoit un coup de téléphone de Laurent Muller, principal éditeur chez Glénat, lui demandant s'il pouvait passer les voir pour discuter de ce projet...

« (...) je ne connaissais personne là-bas, et tout s’est pratiquement fait en dix jours ! C’est évidemment une marque d’initiative et de confiance formidables. Loin d’être un deuxième choix, j’ai trouvé en Glénat une maison chaleureuse et dynamique comme on ne peut qu’en rêver. Leur implication dans la série m’a vraiment beaucoup touché. »

— Laurent-Frédéric Bollée.
Dans le blog personnel de l'auteur, on apprend que plusieurs titres génériques ont été envisagés, comme « Croisade » ou « La Flèche » qui a un bon rapport avec son projet. Il avait aussi pensé à « Les Serpentaires », mais cela faisait apparemment trop horoscope. Quant à « Nemrod », le problème était que ce personnage n'était pas toujours présent dans tous les épisodes. L'ultime Chimère a donc été retenu, c'était d'ailleurs sous ce titre que le projet avait été présenté. Très vite, les premiers dessinateurs sont désignés : Philippe Aymond — avec qui Bollée a déjà travaillé sur ApocalypseMania, Olivier Mangin (Intox) et Héloret, pseudonyme de Stéphane Robin (Bateau feu, Eastern). Griffo (Beatifica Blues, Vlad), Brice Goepfert (Fou du Roy) et Fabrice Meddour (Ganarah, Hispanola), rejoignent ensuite l'équipe.
L'opération de conception des planches a été alors lancé en juin 2006.

## Résumé
XXIIe siècle apr. J.-C., année 2129.
La Terre vit un jour historique avec l'inauguration dans son orbite de la plate-forme spatiale Hadden, premier siège social de l'humanité installé dans l'espace. Arthur Witzler, l'homme le plus riche du monde, contemple ce qui sera vraisemblablement sa dernière grande réalisation.
Car le puissant magnat, âgé de quatre-vingt ans, s'apprête à confier son empire à Olin Browne, son successeur qui l'a d'ores et déjà convaincu de fermer la Fondation Witzler, une étrange organisation chargée de recenser tous les mystères de la Terre depuis l'origine des temps.
Sacrifié sur l'autel de la rentabilité, la Fondation, qui n'est jamais parvenue à découvrir le moindre phénomène inexplicable à la lumière de l'intelligence humaine, s'apprête donc à vivre ses dernières heures. Jusqu'à ce qu'une jeune psychiatre suédoise la contacte pour lui parler d'un étrange patient, découvert dans les tréfonds de l'établissement spécialisé où elle travaille...
L'homme, qui porte le numéro 1167, semble doté de particularités tout à fait incroyables. Il serait en effet capable de défier la marche du temps... puisqu'il est interné depuis 162 ans très précisément (il en paraît à peine 40). Il aurait tué en 1967 sa femme et ses deux filles, sur une petite île située en Mer du Nord, du nom de Harbor.
Arthur Witzler réunit immédiatement les baroudeurs et chercheurs chevronnés de sa Fondation...

## Personnages

### Contemporains
- Arthur Witzler : l'homme le plus riche du monde et le plus secret, ayant construit la fameuse plate-forme spatiale Hadden. S'il décide de fermer sa Fondation, qui finançait des recherches sur le paranormal ou les mystères supposés du monde, c'est bien parce qu'elle a enfin trouvé quelque chose de tangible...
- Olin Browne : le bras droit d'Arthur Witler qui songe à lui confier l'empire.
- Peter Murphy : Historien et archéologue, il est le pilier de la Fondation Witzler, avant d'être rapatrié en urgence pour étudier le cas de Morgan Shepherd...
- Léna Ekström : experte en psychiatrie et neurologie, c'est la seule infirmière suédoise de l'asile Björn Wirdheim sur l'île de Gotland qui trouve par hasard et s'intéresse au patient 1167.
- Tom Eriksen : le confrère de Léna, spécialisé en informatique.
- Mattias Liebz : l'archiviste du nouveau Ministère de la santé, il fait la connaissance de Léna Ekström lorsque cette dernière fait ses recherches sur son mystérieux patient...
- Dr Bahrami : le spécialiste scientifique de Hadden, qui a mis au point une étonnante machine parvenant à extraire des cerveaux de chaque humain des images "archétypales" reflétant leurs pensées profondes et cachées.
- Morgan Shepherd : le fameux patient 1167, emprisonné pour avoir tué sa femme et ses deux filles, qui dévoile son secret depuis des siècles : c'est le premier gardien de la Flèche de l'histoire. Il était bien ce berger qui s'apprêtait à mourir au XXVIe siècle av. J.-C. jusqu'à ce que le corps de Nemrod et sa maudite flèche ne retombent du ciel. Depuis, il traverse les âges en rajeunissant environ d'une année tous les siècles. Il est donc âgé de 4 900 ans au moment de l'histoire contemporaine.

### Historiques
Certains personnages sont fictifs et d'autres vécus.
- Charles-Marie Galandrey du Perron : un officier de liaison au Ministère de la Police.
- Emma Joszefn : une cartographe.
- Balthazar Guidoni : un géologue.
- François Servoz : l'archéologue.
- James A. Redmore : colonel anglais à la fin de la Seconde Guerre mondiale, il fait une découverte d'un coffret de dimension moyenne dans laquelle est rangée la pointe de la Flèche dans un cellule sous terre de Berlin.
- Nemrod : le roi d'Assyrie.
- Archibald W. Redmore : jeune écrivain britannique, fils du colonel James A. Redmore, il est promis à un grand avenir littéraire lorsque sa trajectoire croise un mystérieux coffret ayant appartenu à son père. Dès lors, il devient un écrivain maudit.
- Léonard de Vinci : artiste illustre, il est un des dépositaires de la Flèche.
- François Ier : il fait venir Leonard de Vinci pour peut-être lui soutirer son secret et ainsi s'emparer de la fameuse flèche...

## Analyse

### Six dessinateurs, six époques
| Tome | Dessinateur/Planches                     |
| ---- | ---------------------------------------- |
| 1    | Griffo : 43 – Héloret : 3                |
| 2    | Goepfert : 29 – Griffo : 10 – Aymond : 7 |
| 3    | Héloret : 19 – Mangin : 15 – Griffo : 12 |
| 4    | Meddour : 30 – Griffo : 16               |
| 5    | Mangin : 39 – Griffo : 7                 |
| 6    | Mangin : 46                              |
| 7    | Griffo : 46                              |

Les dessinateurs retenus pour le projet sont donc :
- Griffo se concentre sur la période contemporaine, au XXIIe siècle apr. J.-C., précisément en 2129. On peut voir sous son crayon de magnifiques décors futuristes comme la station, l’asile psychiatrique, New Stockholm, etc.
- Olivier Mangin a la responsabilité du récit autour d'Archibald W. Redmore, l'écrivain anglais dans les années 1962-1967. Bollée a toujours affirmé que c'était la partie de l'histoire qu'il préférait, notamment les tomes 5 et 6.
- Fabrice Meddour tient absolument à dessiner les séquences de François Ier accueillant Léonard de Vinci à Amboise entre 1516 et 1519 car il est fasciné par ce dernier personnage.
- Brice Goepfert dessine l'île mystérieuse qui resurgit soudainement en Méditerranée en 1872, un fait authentique.
- Héloret, travaille sur la légende de Nemrod au XXVIe siècle av. J.-C.
- Philippe Aymond œuvre pour sept planches au cœur des ruines de Berlin du régime nazi en 1945...

« Le fait de travailler en coproduction avec Griffo et les autres avait un côté rassurant et à vrai dire très libérateur. Avoir seul en charge la cohérence graphique de tout un univers et des personnages qui lui sont assortis peut être très inhibiteur. Savoir que d’autres que moi travaillaient sur le même univers m’a donc étrangement permis de me lâcher sans retenue. »

— Héloret...
Début octobre 2007, deux coloristes officiels Bruno Pradelle et Rémy Langlois apparaissent pour accomplir le projet : ils sont désormais neuf collaborateurs à se concentrer sur cette série. Les sept planches de Philippe Aymond achevées au début de novembre pour le second tome, Bruno Pradelle et Rémy Langlois se mettent en couleurs et lettrages en fin de ce même mois.
2008
Le premier tome Le Patient 1167 paraît enfin le 11 mars 2008 après avoir été tiré à 25 000 exemplaires, à un moment qui curieusement correspond à la fin de l'écriture globale du projet, c'est-à-dire le dernier de la série, pour la rentrée 2010.
Le tome 2 sort dans les librairies le 10 septembre.
2009
Le troisième tome La Légende est présenté au Salon du livre de Paris dimanche 15 mars, mais la sortie officielle est fixée trois jours plus tard (tirage : 20 000 exemplaires environ). Griffo a complètement terminé le dernier tome à la fin du même mois, alors qu'Olivier Mangin en est encore aux crayonnés du cinquième tome !
Les éditions néerlandaises Silvester publie L'Ultime Chimère sous le titre De Pijl van Nemrod (La Flèche de Nemrod) le 21 août 2009.
Un mois plus tard, le 30 septembre 2009, sort le quatrième tome La Machine dans lequel apparaissent Léonard de Vinci et François Ier au Clos Lucé.

## Publications en français

### Albums
- 1 Le Patient 1167[11], Glénat, Grafica, mars 2008
Scénario : Laurent-Frédéric Bollée - Dessin : Griffo et Héloret - Couleurs : Bruno Pradelle et Rémy Langlois
- 2 L'Île[12], Glénat, Grafica, septembre 2008
Scénario : Laurent-Frédéric Bollée - Dessin : Griffo, Brice Goepfert et Philippe Aymond - Couleurs : Bruno Pradelle et Rémy Langlois
- 3 La Légende[13], Glénat, Grafica, mars 2009
Scénario : Laurent-Frédéric Bollée - Dessin : Griffo, Brice Goepfert et Olivier Mangin - Couleurs : Bruno Pradelle et Rémy Langlois
- 4 La Machine, Glénat, Grafica, septembre 2009
Scénario : Laurent-Frédéric Bollée - Dessin : Griffo et Fabrice Meddour - Couleurs : Bruno Pradelle et Rémy Langlois
- 5 Le Livre[14], Glénat, Grafica, mars 2010
Scénario : Laurent-Frédéric Bollée - Dessin : Griffo et Olivier Mangin - Couleurs : Bruno Pradelle et Rémy Langlois
- 6 Le Meurtre, Glénat, Grafica, septembre 2010
Scénario : Laurent-Frédéric Bollée - Dessin : Olivier Mangin - Couleurs : Bruno Pradelle et Rémy Langlois
- 7 Les Nuits, Glénat, Grafica, mars 2011 (à paraitre)
Scénario : Laurent-Frédéric Bollée - Dessin : Griffo - Couleurs : Bruno Pradelle et Rémy Langlois

### À l'étranger
- En néerlandais
  - De Pijl van Nemrod[15]

- 1 Patiënt 1167, Silvester, Geen Collectie, 21 août 2009
Scénario : Laurent-Frédéric Bollée - Dessin : Griffo et Héloret - Couleurs : Bruno Pradelle et Rémy Langlois

### Documentation

#### Livre
- La Fin de Satan, recueil posthume de Victor Hugo, 1886.

#### Chroniques
- Brieg F. Haslé, « L'ultime chimère, t. 2 : L'île. Le Mystère s'amplifie... », dBD, no 27,‎ octobre 2008, p. 78.